# Биляна
Биля̀на е българско име. Има няколко възможни значения, най-разпространеното сред които е „билка, лековита трева“, поради което в литературата се застъпва, че носителките на името празнуват именния си ден на Цветница (неделята преди Великден). За това значение на името Биляна има доказателства и в народното творчество – „Биляна, от билките сторена, / на билките кръстена“.
Друга интерпретация за етимологията на името Биляна идва от глагола „съм“ в старобългарския език и означава „такава, която ще я бъде“. С оглед на това, името се е давало на момиче, родено в семейство, което дълго не е можело да има дете, или в което няколко деца са починали, за да може да е държеливо детето.
Според речника за произхода на думите в българския език името Биляна е свързано със старобългарския глагол „билясвам“, което означава „урочасвам“. Оттам вече е облагородено значението на билето като лековита трева. Може да се наложи изводът, следователно, че имен ден жените с името Биляна празнуват на Еньовден – 24 юни.